# USS Boxer (CV-21)
USS Boxer (CV-21) bio je američki nosač zrakoplova u sastavu Američke ratne mornarice i jedan od nosača klase Essex. Bio je peti brod u službi Američke ratne mornarice koji nosi ime Boxer. Služio je od 1945. do 1969. godine. Ušao je prekasno u službu da bi sudjelovao u borbama u Drugom svjetskom ratu. Boxer je odlikovan s 8 borbenih zvijezda (eng. battle stars – odlikovanje za sudjelovanje u bitkama) za sudjelovanje u Korejskom ratu. Sudjelovao je u svemirskoj misiji Apollo AS-201 i bio je dio misije Gemini 8 za slučaj da svemirska letjelica treba napraviti prisilno slijetanje u ocean. Za razliku od većine brodova u klasi, na Boxeru nije napravljena niti jedna veća modernizacija tako da je izgledom ostao isti kakav je i napravljen.
Povučen je iz službe 1969. godine, a 1971. je prodan kao staro željezo.

### Zajednički poslužitelj
|  | Zajednički poslužitelj ima stranicu o temi USS Boxer (CV-21)    |
|  | Zajednički poslužitelj ima još gradiva o temi USS Boxer (CV-21) |